# Olympische Jugend-Sommerspiele 2018/Teilnehmer (Ghana)
| Gelbes Symbol für Goldmedaillen mit stilisierten Olympischen Ringen | Graues Symbol für Silbermedaillen mit stilisierten Olympischen Ringen | Braundes Symbol für Bronzemedaillen mit stilisierten Olympischen Ringen |
| ------------------------------------------------------------------- | --------------------------------------------------------------------- | ----------------------------------------------------------------------- |
| —                                                                   | —                                                                     | —                                                                       |

Die Jugend-Olympiamannschaft aus Ghana für die III. Olympischen Jugend-Sommerspiele vom 6. bis 18. Oktober 2018 in Buenos Aires (Argentinien) bestand aus fünf Athleten.

## Athleten nach Sportarten

### Beachvolleyball
Jungen
- Kelvin Carboo
- Eric Tsatsu
17. Platz

### Gewichtheben
Mädchen
- Sandra Owusu
Mittelgewicht: 7. Platz

### Leichtathletik
Jungen
- Solomon Diafo
400 m: 8. Platz

### Schwimmen
Jungen
- Abeiku Jackson
50 m Schmetterling: 12. Platz
100 m Schmetterling: 18. Platz